# Lega Pro 2014/2015
Soutěžní ročník Lega Pro 2014/15 byl 1. ročník třetí nejvyšší italské fotbalové ligy. Soutěž začala 31. srpna 2014 a skončila 10. května 2015. Účastnilo se jí celkem 60 týmů rozdělené do tří skupin po 20 klubech. Z každé skupiny postoupil vítěz přímo do druhé ligy. Čtvrtý klub postoupil přes play off.
Soutěž se vrátila do starého formátu která se hrála do roku 1978. Spojili se tak dvě soutěže dohromady Lega Pro Prima Divisione a Lega Pro Seconda Divisione. Byly zařazeny tři kluby z druhé ligy (čtvrtá SDB Padova se vzdala), devět klubů ze čtvrté ligy, 26 klubů z Lega Pro Prima Divisione a 18 klubů bylo z Lega Pro Seconda Divisione. Nakonec postoupily i 4 kluby které nebyly profesionální (SEF Torres 1903, AS Martina Calcio 1947, San Felice Aversa Normanna a US Arezzo).

## Skupina A
| Poř. | Tým                           | Z  | V  | R  | P  | VG | OG | B  |
| ---- | ----------------------------- | -- | -- | -- | -- | -- | -- | -- |
| 1.   | Novara Calcio 2               | 38 | 22 | 11 | 5  | 58 | 30 | 74 |
| 2.   | Bassano Virtus 55 Soccer Team | 38 | 21 | 11 | 6  | 57 | 37 | 74 |
| 3.   | AC Pavia 3                    | 38 | 19 | 12 | 7  | 58 | 43 | 68 |
| 4.   | Calcio Como                   | 38 | 20 | 7  | 11 | 48 | 33 | 67 |
| 5.   | US Alessandria Calcio 1912    | 38 | 17 | 14 | 7  | 51 | 31 | 65 |
| 6.   | Feralpisalò                   | 38 | 14 | 14 | 10 | 43 | 41 | 56 |
| 7.   | Real Vicenza                  | 38 | 12 | 16 | 10 | 44 | 38 | 52 |
| 8.   | US Cremonese                  | 38 | 12 | 14 | 12 | 45 | 44 | 50 |
| 9.   | US Arezzo                     | 38 | 12 | 13 | 13 | 35 | 36 | 49 |
| 10.  | FC Südtirol                   | 38 | 12 | 11 | 15 | 40 | 41 | 47 |
| 11.  | Mantova FC 2                  | 38 | 14 | 7  | 17 | 37 | 34 | 46 |
| 12.  | FBC Unione Benátky 2          | 38 | 13 | 10 | 15 | 47 | 44 | 46 |
| 13.  | AS Giana Erminio              | 38 | 12 | 9  | 17 | 32 | 39 | 45 |
| 14.  | AC Renate                     | 38 | 11 | 12 | 15 | 35 | 49 | 45 |
| 15.  | AC Monza Brianza 1912 1       | 38 | 11 | 12 | 15 | 37 | 38 | 39 |
| 16.  | Aurora Pro Patria 1919 3      | 38 | 9  | 12 | 17 | 45 | 65 | 38 |
| 17.  | AC Lumezzane                  | 38 | 8  | 11 | 19 | 31 | 50 | 35 |
| 18.  | Pordenone Calcio              | 38 | 9  | 7  | 22 | 30 | 53 | 34 |
| 19.  | UC AlbinoLeffe                | 38 | 7  | 11 | 20 | 27 | 51 | 32 |
| 20.  | SEF Torres 1903 4             | 38 | 11 | 14 | 13 | 35 | 38 | 47 |

Poznámky
- Z = Odehrané zápasy; V = Vítězství; R = Remízy; P = Prohry; VG = Vstřelené góly; OG = Obdržené góly; B = Body
- za výhru 3 body, za remízu 1 bod, za prohru 0 bodů.
- 1  AC Monza Brianza 1912 bylo odečteno 6 bodů.
- 2  Novara Calcio, Mantova FC a FBC Unione Benátky byly odečteny 3 body.
- 3  AC Pavia a Aurora Pro Patria 1919 byl odečten 1 bod.
- 4  SEF Torres 1903 byl vyloučen za manipulaci zápasu.

|  | Přímý postup do Serie B 2015/16 |
|  | Play off                        |
|  | Play out                        |
|  | Přímý sestup do Serie D 2015/16 |

### Play out
Boj o udržení v Lega Pro Prima Divisione.
Pordenone Calcio – AC Monza Brianza 1912 0:2, 3:6

AC Lumezzane – Aurora Pro Patria 1919 1:0, 2:0
Sestup do Serie D 2015/16 měli kluby Pordenone Calcio a Aurora Pro Patria 1919. Nakonec zůstali v soutěži i v příští sezoně.

## Skupina B
| Poř. | Tým                       | Z  | V  | R  | P  | VG | OG | B  |
| ---- | ------------------------- | -- | -- | -- | -- | -- | -- | -- |
| 1.   | SS Teramo Calcio 4        | 38 | 21 | 12 | 5  | 62 | 32 | 75 |
| 2.   | Ascoli Picchio FC 1898    | 38 | 19 | 14 | 5  | 61 | 37 | 71 |
| 3.   | AC Reggiana 1919          | 38 | 18 | 11 | 9  | 53 | 31 | 65 |
| 4.   | S.P.A.L. 2013             | 38 | 18 | 8  | 12 | 46 | 31 | 62 |
| 5.   | AC Pisa 1909              | 38 | 16 | 11 | 11 | 44 | 35 | 59 |
| 6.   | US Ancona 1905            | 38 | 14 | 15 | 9  | 46 | 38 | 57 |
| 7.   | L'Aquila Calcio 1927      | 38 | 14 | 12 | 12 | 40 | 36 | 54 |
| 8.   | Tuttocuoio                | 38 | 13 | 11 | 14 | 45 | 58 | 50 |
| 9.   | US Città di Pontedera     | 38 | 12 | 12 | 14 | 41 | 41 | 48 |
| 10.  | AS Lucchese Libertas 1905 | 38 | 12 | 12 | 14 | 43 | 45 | 48 |
| 11.  | US Grosseto FC 3          | 38 | 11 | 14 | 13 | 43 | 41 | 46 |
| 12.  | Carrarese Calcio 1908     | 38 | 9  | 17 | 12 | 47 | 46 | 44 |
| 13.  | US Pistoiese 1921         | 38 | 11 | 11 | 16 | 45 | 62 | 44 |
| 14.  | Santarcangelo Calcio      | 38 | 10 | 14 | 14 | 35 | 39 | 44 |
| 15.  | AC Prato                  | 38 | 9  | 17 | 12 | 41 | 48 | 44 |
| 16.  | AS Gubbio 1910            | 38 | 10 | 13 | 15 | 46 | 51 | 43 |
| 17.  | FC Forli                  | 38 | 11 | 10 | 17 | 41 | 55 | 43 |
| 18.  | AS Pro Piacenza 1919 1    | 38 | 12 | 9  | 17 | 41 | 55 | 40 |
| 19.  | Savona FBC 2              | 38 | 10 | 10 | 18 | 36 | 59 | 38 |
| 20.  | San Marino Calcio         | 38 | 9  | 9  | 20 | 42 | 56 | 36 |

Poznámky
- Z = Odehrané zápasy; V = Vítězství; R = Remízy; P = Prohry; VG = Vstřelené góly; OG = Obdržené góly; B = Body
- za výhru 3 body, za remízu 1 bod, za prohru 0 bodů.
- 1  AS Pro Piacenza 1919 bylo odečteno 5 bodů.
- 2  Savona FBC byly odečteny 2 body.
- 3  US Grosseto FC byl odečten 1 bod.
- 4  SS Teramo Calcio za zmanipulovaní zápasu byl jim odebrán postup do Serie B 2015/16, místo něj postoupil klub Ascoli Picchio FC 1898.

|  | Přímý postup do Serie B 2015/16 |
|  | Play off                        |
|  | Play out                        |
|  | Přímý sestup do Serie D 2015/16 |

### Play out
Boj o udržení v Lega Pro Prima Divisione.
Savona FBC – AS Gubbio 1910 2:1, 1:1

AS Pro Piacenza 1919 – FC Forli 2:1, 0:0
Sestup do Serie D 2015/16 měli kluby AS Gubbio 1910 a FC Forli.

## Skupina C
| Poř. | Tým                          | Z  | V  | R  | P  | VG | OG | B  |
| ---- | ---------------------------- | -- | -- | -- | -- | -- | -- | -- |
| 1.   | US Salernitana 1919          | 38 | 24 | 8  | 6  | 56 | 31 | 80 |
| 2.   | Benevento Calcio             | 38 | 21 | 13 | 4  | 55 | 29 | 76 |
| 3.   | SS Matera Calcio             | 38 | 20 | 10 | 8  | 56 | 38 | 70 |
| 4.   | SS Juve Stabia               | 38 | 19 | 13 | 6  | 58 | 37 | 70 |
| 5.   | Casertana FC                 | 38 | 20 | 9  | 9  | 59 | 35 | 69 |
| 6.   | US Lecce                     | 38 | 20 | 7  | 11 | 50 | 32 | 67 |
| 7.   | Foggia Calcio 4              | 38 | 18 | 13 | 7  | 63 | 36 | 66 |
| 8.   | US Catanzaro 1929            | 38 | 14 | 11 | 13 | 48 | 44 | 53 |
| 9.   | AS Melfi 3                   | 38 | 12 | 14 | 12 | 43 | 44 | 48 |
| 10.  | Cosenza Calcio               | 38 | 9  | 17 | 12 | 37 | 39 | 44 |
| 11.  | SS Barletta Calcio 1         | 38 | 12 | 11 | 15 | 35 | 42 | 41 |
| 12.  | Lupa Řím FC                  | 38 | 9  | 13 | 16 | 40 | 62 | 40 |
| 13.  | AS Martina Calcio 1947       | 38 | 9  | 11 | 18 | 34 | 42 | 38 |
| 14.  | Paganese Calcio 1926         | 38 | 8  | 13 | 17 | 30 | 45 | 37 |
| 15.  | ACR Messina                  | 38 | 6  | 16 | 16 | 38 | 55 | 34 |
| 16.  | San Felice Aversa Normanna 4 | 38 | 7  | 13 | 18 | 36 | 50 | 33 |
| 17.  | SS Ischia Isolaverde 4       | 38 | 7  | 13 | 18 | 32 | 55 | 33 |
| 18.  | Reggina Calcio 2             | 38 | 8  | 9  | 21 | 33 | 59 | 29 |
| 19.  | AC Savoia 1908 2             | 38 | 7  | 11 | 20 | 36 | 59 | 28 |
| 20.  | Vigor Lamezia 5              | 38 | 9  | 17 | 12 | 43 | 48 | 44 |

Poznámky
- Z = Odehrané zápasy; V = Vítězství; R = Remízy; P = Prohry; VG = Vstřelené góly; OG = Obdržené góly; B = Body
- za výhru 3 body, za remízu 1 bod, za prohru 0 bodů.
- 1  SS Barletta Calcio bylo odečteno 6 bodů.
- 2  Reggina Calcio a AC Savoia 1908 byly odečteny 4 body.
- 3  AS Melfi byly odečteny 2 body.
- 4  Foggia Calcio, San Felice Aversa Normanna a SS Ischia Isolaverde byl jim odečten 1 bod.
- 5  Vigor Lamezia byl po sezoně vyloučen za účast při sázkách.

|  | Přímý postup do Serie B 2015/16 |
|  | Play off                        |
|  | Play out                        |
|  | Přímý sestup do Serie D 2015/16 |

### Play out
Boj o udržení v Lega Pro Prima Divisione.
Reggina Calcio – ACR Messina 1:0, 1:0

SS Ischia Isolaverde – San Felice Aversa Normanna 4:1, 1:3
Sestup do Serie D 2015/16 měli kluby ACR Messina a San Felice Aversa Normanna. Nakonec klub ACR Messina zůstal v soutěži i v příští sezoně.

## Play off
Boj o postupující místo do Serie B 2015/16.

### Předkolo
Benevento Calcio – Calcio Como 1:2

Ascoli Picchio FC 1898 – AC Reggiana 1919 2:4 v prodl.

Bassano Virtus 55 Soccer Team – SS Juve Stabia 1:1 (5:4 na pen)

SS Matera Calcio – AC Pavia 2:1 v prodl.

### Semifinále
AC Reggiana 1919 – Bassano Virtus 55 Soccer Team 0:0, 1:1 (2:4 na pen)

Calcio Como – SS Matera Calcio 1:1, 1:1 (4:2 na pen)

### Finále
Calcio Como – Bassano Virtus 55 Soccer Team 2:0, 0:0
Postup do Serie B 2015/16 vyhrál tým Calcio Como.